# Christopher Boykin
Christopher “Big Black” Boykin (Wiggins, 26 de janeiro de 1972 – , 9 de maio de 2017) foi um guarda-costas, ator e rapper estadunidense, mais conhecido por seu papel na reality série da MTV Rob & Big, protagonizando junto com o skatista Rob Dyrdek.

## Carreira
Boykin foi um veterano da Marinha norte-americana, onde era especialista em culinária.[carece de fontes?] Ele trabalhou como especialista em proteção de executivos até o momento em que conheceu Rob Dyrdek em 2003.

### Televisão
Em um skecth para a DC Shoes, Dyrdek contratou "Big Black" para ser seu guarda-costas a fim de protegê-lo dos seguranças. Em 2005, eles retornaram com seus personagens em The DC Video: Deluxe Edition DVD.
De novembro de 2006 a abril de 2008, ele e Dyrdek estrelaram a reality série Rob & Big na MTV. Boykin estabeleceu um recorde mundial para o Guiness Book que consistia em descascar e comer três bananas em um minuto no show.
Em um episódio inicial de Rob & Big, Rob e Big Black vai trabalhar no primeiro jogo com o desenvolvedor, a Electronic Arts (EA).

### Música
Boykin era membro do grupo de hip hop The Boys Chunky. O grupo era composto por quatro membros: Big Black, Bam Bam, Zeus e Steve GO. Eles descrevem a sua música como "uma colagem de pedaços de materiais que juntos descrevem nossa forma". Bam Bam e Big Black são destaques na música "Dirty Girl", do artista fictício criado por Rob Dyrdek, Bobby Light. Foi gravado em casa sendo seguido por um vídeo da música. Tudo isso foi apresentado em um episódio da segunda temporada de Rob & Big e Rock Dyrdek’s Fantasy Factory.